# 中華大仙
『中華大仙』(CHUKA TAISEN)は、1988年7月に日本のタイトーから稼働されたアーケード用横スクロールシューティングゲームである。日本国外(海外)では1989年にセガ・マスターシステム用として発売され、タイトルは『Cloud Master』となっている。
開発はホット・ビィ。阿部幸雄と藤原英裕がデザインした。
日本国内では1988年にMSX2、1989年にファミリーコンピュータ、1991年にX68000に移植された。また、1992年にはPCエンジン用ソフトとして『極楽! 中華大仙』のタイトルでリメイク移植された。2007年にはリメイク版としてWii用ソフト『新・中華大仙 〜マイケルとメイメイの冒険〜』が発売された。
MSX2版は2005年にWindows用ソフトとしてプロジェクトEGGにて配信され、アーケード版はPlayStation 2用ソフト『タイトーメモリーズII 上巻』（2007年）に収録された他、2018年にNintendo Switch用、PlayStation 4用ソフトとしてそれぞれ配信されている。

## ゲーム内容

### システム
8方向レバー、2ボタン（ショット、法術）で金斗雲に乗った仙人マイケル・チェンを操作し、敵を倒しながら修行の旅をする。全5ステージ構成。アーケード版はシンクロ連射を用いる方が高性能で、その場合は「連」アイテムは不要になる。

### アイテム
特定の敵あるいは敵編隊を倒すと、以下のアイテムが出現する。
- 力
プレイヤーのメインショットが1段階アップ。
- 強
プレイヤーのメインショットが2段階パワーアップ。基本的に1回ミスした後の復活プレイ時に出現。
- 速
プレイヤーの速度が1段階アップ。取った数によって金斗雲の色が変化する。
- 連
ボタンを押しっぱなしでフルオート連射が可能になる。メインショットと法術ともに効果がある。
- 命
プレイヤーの残数が1つ増える。

### メインショット
アーケード版規準では最高9段階まで。7段階目で敵や地形を貫通する炎状のショット(ウェーブ)が発射されるようになる。

黄色ショット・青色ショット・青＋黄色ショット・ウェーブ＋ショットといった順にパワーアップする。

道中はショットのランクにほぼ無関係だが、ウェーブの有無によりボスのランクが上昇、耐久力が上昇し攻撃も激しくなる。

ボス対策を考えた場合はウェーブを入手しないプレイも選択肢に入る。

### 法術
法術はメインショットの他に使うことができるサブウェポンである。初期状態では法術を使うことができないが、各ラウンド中2体ないしは3体出現する中ボスを倒すとドアが出現し、そこに入ると法術を選ぶことができ、選択した法術を使えるようになる。
ドアに入って選択できる法術は4つで、うち1つを選択する形となっている。大半の法術は強化タイプが用意されており、2回目、3回目と続けてドアに入り取得することでより上位の法術を選択できるようになっていく。何も選択しないと次にドアに入った後の選択肢は以前のままなので、別な法術が必要な場合はここで何らかの法術を選択しなければならない。
ドアに入り、法術選択画面になってから10秒以内に選ばないと強制的に外に出されてしまう。またドアに入った後は直前までの敵が消えているので緊急回避的な使い方が可能である。
ファミコンやMSX版はハード性能の関係でアーケードとは性能が異なるものが用意されている。
- 四界火
自キャラの周囲を4つの炎が取り囲み回転する。敵や障害物に衝突した炎は消えてしまう。全ての炎が消えないと再び炎を展開することができない。
- 八界火
四界火の強化版。自キャラの周囲を8つの炎が取り囲み回転する。その他の性質は四界火と同じ。
- 炎三宝
炎を上・下・後の3方向に発射する。
- 炎四宝
炎を斜め4方向に発射する。炎三宝の強化という位置付けであるが、炎三宝とは攻撃できる方向が全く異なる。2連射でき自キャラの死角をカバーするため使い勝手は最も良い。
- 分身
小さな自キャラを正面（右）以外の7方向へ発射する。炎三宝と炎四宝を組み合わせた攻撃であるが、各方向へ同時に1つしか発射できない。
- 火竜
尾を引く炎を自キャラの上部より発射し、自キャラの周囲を1回転したのち正面方向へ飛んでいく。一定距離進んだところで再回転を繰り返す。この炎は敵や障害物に接触しても消滅することはない。
- 地裂弾
地上へ弾を投下する。自キャラの足部辺りから左右方向へ計2発発射され、重力に従って落ちていく。地表に接触すると破裂し消滅する。
- 地曲弾
地裂弾の強化版。地表に接触するまでは地裂弾と変わらない。地表へ接触するとバウンドし、右方向へ発射されたものは右へ、左方向へ発射されたものは左へと跳ねながら進む。
- 地平弾
地裂弾の強化版。地表に接触するまでは地裂弾と変わらない。地表へ接触すると、右方向へ発射されたものは右へ、左方向へ発射されたものは左へと地表を滑走して進む。
- 貫地弾
地曲弾の強化版。動作そのものは地曲弾と変わらないが、弾が炎になり、文字通り地形を貫通するようになる。地形だけではなく敵も貫通する。敵に接触後は攻撃判定が消えて、画面外に消えるまで次弾が出せない。
- 月光
自キャラの後方より三日月状の弾を計4つ発射。うち2つは自キャラの上へ、残り2つは自キャラの下へ移動し、その後正面（右）方向へ向かって速度を上げて突き進む。
- 乱月光
月光の強化版。動作そのものは月光と全く変わらないが、同時に発射する弾が計8つになる。うち4つは自キャラの上へ、残り4つは自キャラの下へ移動し、その後正面（右）方向へ向かって速度を上げて突き進む。ボス戦では最も有効。
- 鳳仙花
地上へ爆弾を1つ投下する。爆弾が地上へ落ちると炸裂し多数の爆弾となって分裂し飛び散っていく。地表に接触する前に敵や地形障害物に当たるとそのまま消滅して分裂はしない。

### ミスの条件
主人公の当たり判定は、縦長で比較的大きめで、金斗雲の部分にも判定がある。掠った程度でもミスになる事も少なくない。
- 地上の敵や対空の敵に触れた
- 敵の攻撃を受けた
- 画面左端と地形にはさまれる形でスクロールアウト（地形に触れただけではミスにならない）

## ステージ構成
1. 五行山
2. 黄河
3. 万里長城
4. 泰山
5. 天上界

## 移植・リメイク
| No. | タイトル                                        | 発売日           | 対応機種               | 開発元                                  | 発売元                     | メディア                         | 型式       | 売上本数 | 備考                                                               |
| --- | ----------------------------------------------- | ---------------- | ---------------------- | --------------------------------------- | -------------------------- | -------------------------------- | ---------- | -------- | ------------------------------------------------------------------ |
| 1   | 中華大仙                                        | 1988年12月1日    | MSX2                   | GA夢（ホット・ビィ）                    | GA夢                       | 3.5インチ2DDフロッピーディスク   | MSG-02     | -        |                                                                    |
| 2   | Cloud Master                                    | 1989年8月 1989年 | セガ・マスターシステム | ホット・ビィ オペラハウス               | セガ                       | 2メガビットロムカセット          | 7027       | -        | セガ・マークIIIのFMサウンドユニットに対応。                        |
| 3   | 中華大仙                                        | 1989年9月22日    | ファミリーコンピュータ | ディスコ                                | タイトー                   | 2メガビットロムカセット          | DTF-CW     | -        |                                                                    |
| 4   | 中華大仙                                        | 1991年1月25日    | X68000                 | SPS                                     | シャープ                   | 5インチフロッピーディスク        | -          | -        |                                                                    |
| 5   | 極楽! 中華大仙                                  | 1992年3月13日    | PCエンジン             | タイトー                                | タイトー                   | 3メガビットHuCARD                | TP03021    | -        |                                                                    |
| 6   | 中華大仙                                        | 2005年5月31日    | Windows                | ホット・ビィ                            | D4エンタープライズ         | ダウンロード （プロジェクトEGG） | -          | -        | MSX2版の移植                                                       |
| 7   | タイトーメモリーズII 上巻                       | 2007年1月25日    | PlayStation 2          | タイトー                                | タイトー                   | DVD-ROM                          | SLPM-66713 | -        | アーケード版の移植                                                 |
| 8   | 新・中華大仙 〜マイケルとメイメイの冒険〜       | 2007年9月6日     | Wii                    | スターフィッシュ・エスディ オペラハウス | スターフィッシュ・エスディ | Wii用12cm光ディスク              | RVL-RTDJ   | -        | リメイク版                                                         |
| 9   | 中華大仙                                        | 2018年9月6日     | Nintendo Switch        |                                         | ジョイフルテーブル         | ダウンロード                     | 30085      | -        | アーケード海外版の移植                                             |
| 10  | 中華大仙                                        | 2018年9月14日    | Windows                | スターフィッシュ・エスディ              | Retroism                   | ダウンロード（Steam）            | 816630     | -        | アーケード海外版の移植                                             |
| 11  | 中華大仙                                        | 2018年12月25日   | PlayStation 4          |                                         | ニンジャゲームスジャパン   | ダウンロード                     | -          | -        | アーケード海外版の移植                                             |
| 12  | イーグレットツー ミニ アーケードメモリーズVol.2 | 2023年12月21日   | イーグレットツー ミニ  | 瑞起 ※本体の開発元                      | タイトー                   | SDカード                         | -          | -        | アーケード版の移植 追加SDカードに入っている10作品の1つとして収録。 |

MSX2版
- MSX2は本来横のハードウェアスクロールに対応していないため、MSX2の画面補正機能を用いてスクロールを滑らかに見せかけるようにしている。画面の左右に黒帯が動いているように見える（スペースマンボウを参照）。他機種に比べ動作は遅め。2005年5月31日よりプロジェクトEGGにて配信開始。

セガ・マスターシステム版
- 欧米のみで発売されたが、廣島交易製アダプターを通じて日本国内版マスターシステムまたはFMサウンドユニットを装備したセガ・マークIIIでプレイするとテキストが日本語になり、FM音源で楽しめる。

ファミリーコンピュータ版
- 開発はDISCOで販売はタイトー。全6面＋隠しステージがある。

X68000版
- 開発はSPSでシャープからリリース。アーケード版に忠実な移植がなされている他、2周目がある、自機の強化などが任意に出来るデバッグモードが追加されている。4面ボスの攻撃が緩やかになっている。

PCエンジン版
- タイトルは『極楽!中華大仙』に変更されている。実質的には純粋な移植ではなくリメイクとなっており、バックストーリーやステージ構成の変更、自機の左右への振り向き動作などの多くの変更が施されている。

gooゲーム版
- MSX2版を移植。PCで有償ダウンロードプレイが可能。

PlayStation 2版
- 『タイトーメモリーズII 上巻』に収録。

Wii版
- 正式タイトルは『新・中華大仙 〜マイケルとメイメイの冒険〜』。完全リメイク作品でWiiリモコンを傾けることで動くスピードを調節でき、2人協力プレイも可能。

Switch、Windows、PS4版
- ダウンロード販売。内容はアーケード海外版を元に各種表示位置変更・各国言語化がされている。スコア表示があった上部まで移動できたり、ボスの動きが若干変更されている。

## スタッフ
アーケード版
- ゲーム・デザイン：阿部幸雄、藤原英裕

ファミリーコンピュータ版
- プランニング：KUJIRA MAN、KOBUHEI JAPAN
- プログラム：FUNKY GEORGE、SOUL DUKE
- グラフィック：NEKOTO JR.
- サウンド：PLANET2、SOUL DUKE
- プロデュース：OJYAMAMUSHI

PCエンジン版
- エグゼクティブ・プロデューサー：白坂武男
- プロデューサー：今村良雄
- マネージャー：高橋章二
- ディレクター：久米はるとき
- グラフィック・デザイン：宮永佳祐、大原和浩、今井秋芳、草野ひとみ、塚原えりか、あいざわひろふみ、なかがみのりお、ふじわらまさもと、きむらまこと、きたがわまこと、うえのゆうじ、のむらひでこ
- サウンド：越中登、溝口功
- バグ・チェッカー：ばんどうきよし
- スペシャル・サンクス：MR.TANIZAWA、MR.TAKAGI、VG SECTION、MR.ITOH、MR.HORIMOTO、MR.KAWANO、NEW FACE
- プログラム：Yujix TERADA（JN1KTJ）

## 評価
アーケード版
1991年に刊行されたゲーメストムック『ザ・ベストゲーム』内の「ビデオゲームフルリスト」の紹介文では、「孫悟空を操り、焼売、餃子、ラーメンなどの敵を撃つコミカルシューティング。ボスもキリンなど中華風のもの。パワーアップが強く、簡単」と評されている。
ファミリーコンピュータ版
ゲーム誌『ファミコン通信』のクロスレビューでは合計21点、『ファミリーコンピュータMagazine』の読者投票による「ゲーム通信簿」での評価は以下の通りとなっており、20.24点（満30点）となっている。また、同雑誌1991年5月10日号特別付録の「ファミコンロムカセット オールカタログ」では、「アーケード版にオリジナル面と隠し面を加えたのが、このファミコン版だ。（中略）水墨画調の背景は美しいが、ゲーム内容はありきたりで独創性がない」と紹介されている。
| 項目 | キャラクタ | 音楽 | 操作性 | 熱中度 | お買得度 | オリジナリティ | 総合  |
| 得点 | 3.74       | 3.39 | 3.35   | 3.36   | 3.22     | 3.18           | 20.24 |

PCエンジン版
ゲーム誌『ファミコン通信』のクロスレビューでは合計18点、『月刊PCエンジン』では75・85・75・70・75の平均76点（満100点）、『マル勝PCエンジン』では6・7・6・7の合計26点（満40点）、『PC Engine FAN』の読者投票による「ゲーム通信簿」での評価は以下の通りとなっており、20.38点（満30点）となっている。また、この得点はPCエンジン全ソフトの中で311位（485本中、1993年時点）となっている。
| 項目 | キャラクタ | 音楽 | 操作性 | 熱中度 | お買得度 | オリジナリティ | 総合  |
| 得点 | 3.85       | 3.31 | 3.31   | 3.15   | 3.46     | 3.31           | 20.38 |